# Katedra św. Piotra w Budziszynie

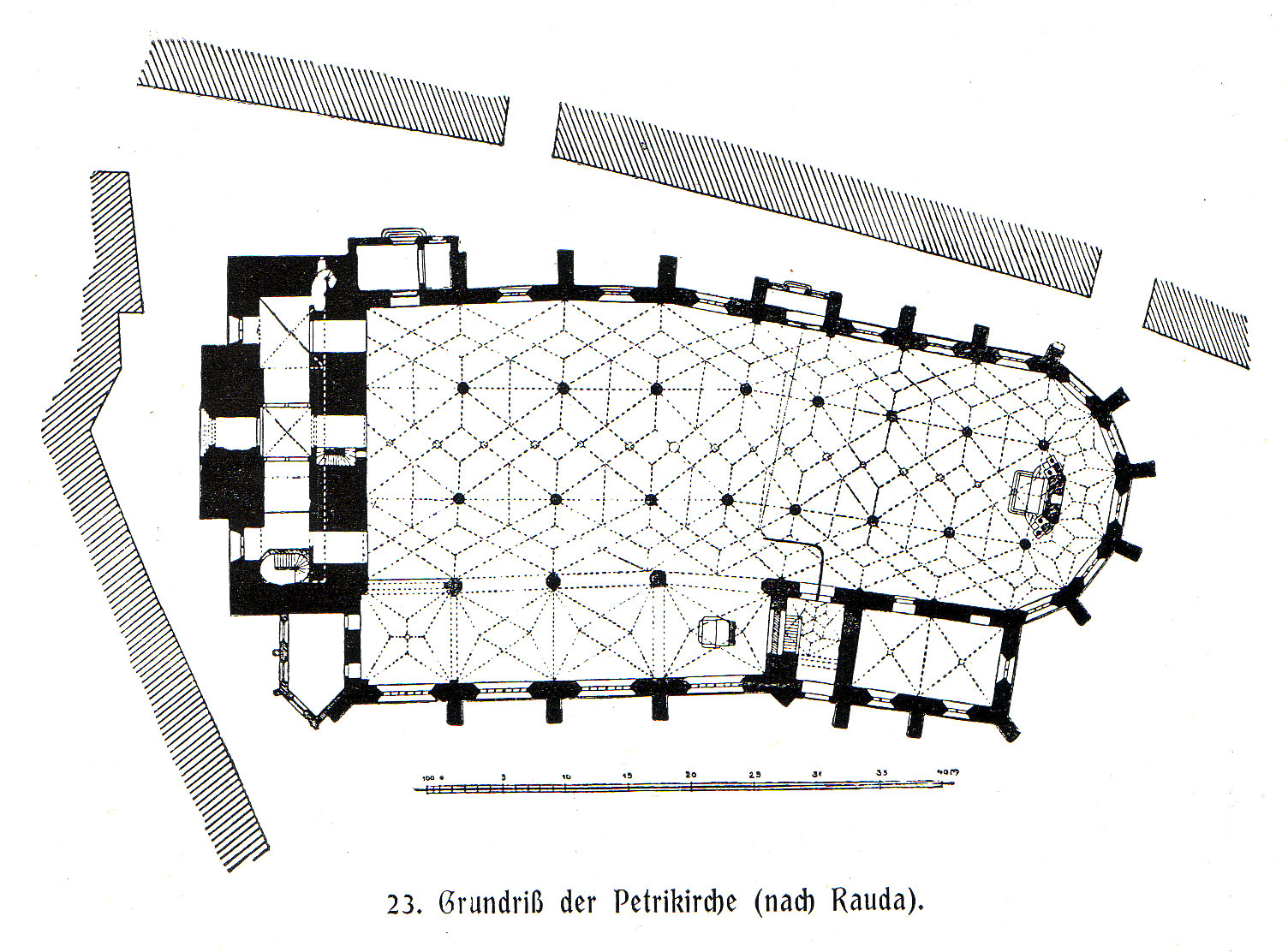
Rzut przyziemia katedry św. Piotra (ok. 1825). Widoczne skrzywienie osi podłużnej

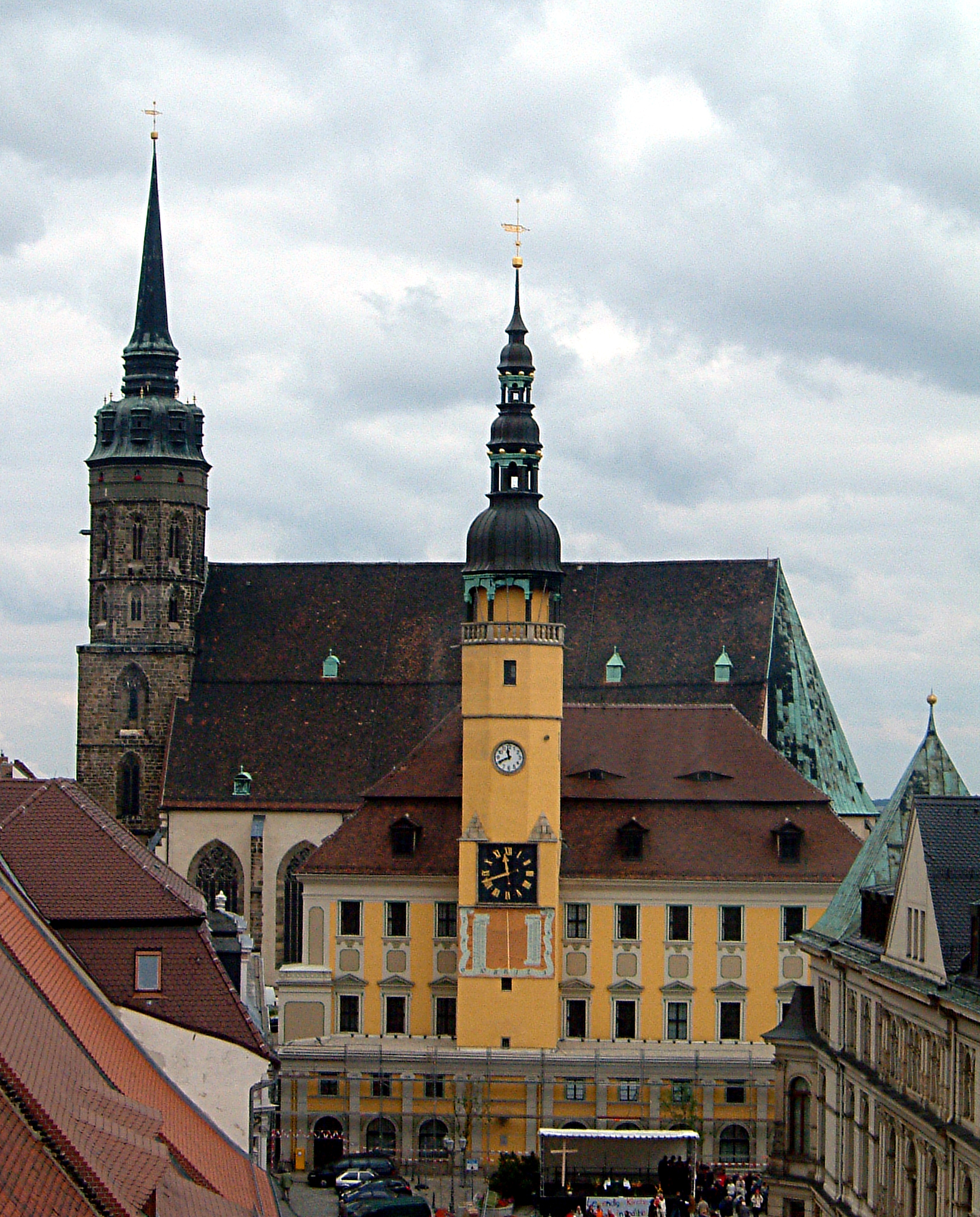
Jeden z najbardziej malowniczych widoków Starego Miasta w Budziszynie – ratusz a za nim katedra św. Piotra

Katedra św. Piotra w Budziszynie (niem. Der Dom St. Petri zu Bautzen, górnołuż. Katedrala swj. Pětra) – kościół rzymskokatolicki i zarazem ewangelicko-augsburski położony w stolicy Łużyc Górnych Budziszynie na placu Fleischmarkt na Starym Mieście, naprzeciwko ratusza.
Katedra św. Piotra jest najstarszym i jednym z największych kościołów symultanicznych (tj. używanych przez dwie wspólnoty wyznaniowe) Niemiec. Należy do najważniejszych budowli sakralnych Saksonii i zarazem jest najstarszym kościołem na Górnych Łużycach.

## Historia
Ok. 1000 graf Eido von Rochlitz wzniósł na miejscu dzisiejszej katedry pierwszy kościół parafialny. Po 1213 a prawdopodobnie dopiero ok. 1217/1218, miało miejsce rozpoczęcie budowy kolegiaty św. Piotra. 24 czerwca 1221 miała miejsce konsekracja prezbiterium. Z tamtej budowli zachowały się niektóre fragmenty, np. portal zachodni.
W 1430 katedra otrzymała swój dzisiejszy kształt. W latach 1456–1463 późnogotycka budowla halowa została poszerzona o czwartą nawę, dobudowaną od strony południowej. Po wielkim pożarze miasta w 1634 przebudowano wnętrze katedry w stylu barokowym a w 1664 wieżę zwieńczono barokowym hełmem. Katedra w ciągu swej historii była wiele razy restaurowana, ostatni raz w 1987.
Po nastaniu reformacji w 1524 katedra stała się de facto kościołem symultanicznym (rzymskokatolickim i ewangelicko-luterańskim jednocześnie) – jest w Niemczech najstarszym i jednym z niewielu kościołów tego typu.
Po długich sporach między luteranami a katolikami Rada miasta Budziszyna i kapituła katedralna zawarły w 1543 pierwszą umowę o zasadach użytkowania świątyni przez obie wspólnoty wyznaniowe. Na mocy tej umowy prezbiterium przypadło w udziale katolikom a korpus główny – protestantom. Granicę stanowiło lektorium. Dalsze umowy miały miejsce w XVI w. za czasów dziekana katedralnego Johanna Leisentrita, np. odnośnie do zewnętrznych posiadłości, jak parafia Gaußig. Nastąpiło jednak zniesienie dotychczasowej diecezji katolickiej.
Podczas powstania czeskiego (1619/1620) katolicka kapituła na krótki okres była wypędzona z katedry. Później jednak powróciła do niej.
W 1921 papież Benedykt XV powtórnie erygował diecezję w Miśni z siedzibą w Budziszynie. Po przeniesieniu siedziby biskupa do Drezna w 1980 katedra zyskała status konkatedry diecezji drezdeńsko-miśnieńskiej.
Katedra św. Piotra należy do budowli sakralnych o silnie skrzywionej osi podłużnej. Istnieje wiele wyjaśnień dla tego odchylenia od linii prostej, żadne jednak nie daje przekonującej odpowiedzi. Jedną z nich jest przypuszczenie, iż katedra w początkach budowy była wznoszona zamiast lub na fundamentach jakiegoś innego kościoła, a podczas jej powiększania musiano dostosować się do linii przebiegających nieopodal murów miejskich. Na zewnątrz wieży kościelnej zachował się wyciąg, za pomocą którego mieszkający w niej strażnik mógł wciągać na górę swoje zakupy.

## Wyposażenie

### Część katolicka

#### Ołtarz główny
W katolickiej części katedry na uwagę zasługuje przede wszystkim ołtarz główny, dzieło Balthasara Permosera z 1723.  Wykonany on został z saksońskiego marmuru. Obraz ołtarzowy, "Jezus przekazujący św. Piotrowi klucze do Królestwa Niebieskiego" (Mt 16,19), wyszedł spod pędzla Antonio Pellegriniego (1675-1741). Nad nim znajduje się "Bóg-Ojciec z globem ziemskim" – piaskowcowa rzeźba Benjamina Thomae (1682-1751), poniżej figury: św. Jan Chrzciciel i św. Jan Ewangelista, wyżej: biskup Benon z Miśni (z rybą i kluczami) oraz biskup Donatus (patron diecezji w Miśni), anioł z szarfą z napisem (Rz 11,36), oraz "Ukoronowanie Archanioła Michała", patrona miasta Budziszyna.
Stół ołtarzowy pochodzi z 1772. Na jego przedniej części widnieje łaciński chronostych i symboliczne przedstawienie Trójcy Św.

#### Stalle
Stalle zostały wyrzeźbione z drewna dębowego ok. 1723. Zawierają bogate motywy kwiatowe i roślinne.

#### Krucyfiks ołtarzowy
Po południowej stronie obejścia w prezbiterium znajduje się, wywierający duże wrażenie, naturalnej wielkości krucyfiks z drewna lipowego, dzieło Balthasara Permosera z lat 1713/1714.

#### Ołtarz Mariacki
W południowej części obejścia prezbiterium stoi późnogotycki ołtarz szafkowy. W części środkowej przedstawiona jest Maryja z Dzieciątkiem Jezus, po bokach św. Mikołaj i św. Bartłomiej. W 1985 pomiędzy Maryją a krucyfiksem znajdował się posąg Matki Boskiej Bolesnej, dzieło południowoniemieckiego baroku. Stary ołtarz Mariacki znajdował się pierwotnie w nawie południowej.

#### Ołtarz Najświętszego Sakramentu
W północnej części obejścia prezbiterium znajduje się barwne dzieło czeskiego snycerza Jana Hajka z 1783. Pierwotnie stało ono w katolickiej zakrystii. Przeznaczone dla przyjęcia sakramentu pokuty i przechowywania eucharystii, zawiera poglądowy program ikonograficzny:na konfesjonale dla kobiet: Maria Magdalena nacierająca olejkiem stopy Jezusa (J 12,3), na konfesjonale dla mężczyzn św. Piotr z kogutem (Mt 26,34). W części środkowej są wyobrażenia: Wiary (krzyż), Nadziei (kotwica) i Miłości (samo tabernakulum). Na tabernakulum Chrystus jako Baranek Boży z księgą zapieczętowaną siedmioma pieczęciami (Ap 5,9).

#### Organy
Każda ze wspólnot ma w katedrze własne organy, które są do siebie nawzajem dopasowane brzmieniowo. Organy katolików znajdują się na emporze południowej i powstały w warsztacie Bautzener Werkstatt Kohl w 1865.

### Wyposażenie części ewangelickiej

#### Ołtarz Ostatniej Wieczerzy
W części ewangelickiej uwagę zwraca zwłaszcza ołtarz Ostatniej Wieczerzy, stojący w nawie południowej, dzieło nieznanego snycerza z Zittau z 1640, gruntownie odrestaurowany w latach 1995–1999.
W jego części dolnej przedstawiona jest Ostatnia Wieczerza, w środkowej Ukrzyżowanie (być może na tle Budziszyna) zaś w części górnej Zmartwychwstanie Pańskie. W zwieńczeniu widnieje Chrystus na łuku tęczy jako Pan i Sędzia Świata. Teksty biblijne ilustrują protestanckie poglądy na temat wiary.

#### Loża książęca
W 1674 zbudowano lożę dla saksońskiego księcia Jana Jerzego III, który jednakże nigdy jej nie używał. Loża stanowi wybitne dzieło sztuki snycerskiej.

#### Organy
Organy w części ewangelickiej to jedno z największych dzieł firmy organmistrzowskiej Hermann Eule Orgelbau Bautzen z Budziszyna (1909). Prospekt organowy, empora organowa i loża rajców (z herbem miasta) oraz połączona z nimi empora północna są dziełem drezdeńskiego architekta Fritza Schumachera; pochodzą z 1910 a wykonane zostały w stylu secesyjnym. Przy spiralnych schodach stoi posąg św. Pawła z mieczem.

#### Nagrobki i epitafia
Katedra była w przeszłości miejscem pochówku duchowieństwa, szlachty i mieszczan Budziszyna. W jej pobliżu istniał cmentarz. Z tyłu ołtarza głównego znajdują się brązowe płyty nagrobne dziekanów: Hieronymusa Ruperti (zm. 1559) i Johanna Leisentrita (zm. 1586). W obu częściach katedry są również inne nagrobki znanych osobistości. Na ścianie południowej wisi epitafium Gregora Mättiga (zm. 1630), jednego z największych dobroczyńców miasta i katedry.